# زاميا سلطانية
زاميا سلطانية (الاسم العلمي:Zamia imperialis) هي نوع من النباتات تتبع جنس الزاميا من الفصيلة الزامية.